# Taiga Hata
Taiga Hata (jap. 畑 大雅, Hata Taiga; * 20. Januar 2002) ist ein japanischer Fußballspieler.

## Karriere

### Verein
Taiga Hata  erlernte das Fußballspielen in der Schulmannschaft der Funabashi Municipal High School. Seinen ersten Vertrag unterschrieb er 2020 bei Shonan Bellmare. Der Verein aus Hiratsuka spielte in der ersten Liga des Landes, der J1 League. Sein Erstligadebüt gab er am 22. Juli 2020 im Heimspiel gegen die Kashima Antlers. Hier wurde er in der 85. für Mitsuki Saitō eingewechselt.

### Nationalmannschaft
Taiga Hata spielte von 2018 bis 2019 viermal für die U17-Nationalmannschaft und zweimal für die U18. Mit der U17 nahm er an der U-17-Fußball-Weltmeisterschaft in Brasilien teil.